# RPG Maker
RPG Maker, conosciuto in Giappone come RPG Tsukūru (RPGツクール?, Ārupījī Tsukūru, detti anche Tukuru o Tkool), è una serie di programmi per creare giochi di ruolo, creata dal gruppo giapponese Ascii, parte della compagnia Enterbrain. Il nome Tsukūru deriva da un misto tra tsukuru (作る), che significa "creare" e tsūru (ツール), la traduzione fonetica del termine inglese "tool". RPG Maker è stato distribuito inizialmente in Giappone, successivamente ad Hong-Kong e in Cina. Esistono due categorie del tool: RPG Maker per computer e RPG Maker per console.

## RPG Maker per computer
Molte versioni di questa serie di tools includono un metodo per la creazione di mappe con dei livelli tramite tileset, un semplice linguaggio di programmazione (l'RGSS), e un editor dei combattimenti. Le versioni realizzate sono: RPG Dante, RPG Dante 2, RPG Tsukūru 95, RPG Tsukūru 2000, RPG Tsukūru 2003, RPG Tsukūru XP, RPG Tsukūru VX, RPG Maker VX, RPG Maker VX Ace, RPG Maker MV e RPG Maker MZ.

## Differenze tra i principali RPG Maker
RPG Maker 95: il primo RPG Maker distribuito dalla ASCII. Nonostante sia ormai la versione di questo programma più vecchia e obsoleta, RPG Maker 95 contrastava i suoi numerosi bug con molte funzionalità piuttosto utili che nelle versioni odierne non sono più presenti. Tra queste citiamo la possibilità di muoversi ed interagire con il mouse, il cosiddetto sistema "caterpillar" (i personaggi del party sono visibili sulla mappa) e per ultima, ma non in ordine di importanza, la risoluzione di gioco pari a 640x480 pixel, risoluzione analoga a quella di RPG Maker XP, versione distribuita oltre 10 anni dopo il 95. Le RTP di base, nonostante il limite dei 256 colori, erano di buona qualità: presentavano un'ottima colorazione, un certo realismo, e non sgranavano.
RPG Maker 2000: la nuova versione di RPG Maker, uscita nel 1999, che portò poi al successo questo programma. Il sistema di battaglia di default viene modificato, molti bug vengono risolti e il sistema di programmazione ad eventi viene migliorato.
RPG Maker 4.0: si tratta di una patch per RPG Maker 2000 distribuita da un programmatore appassionato di RPG-Maker (conosciuto come 'Drago Verde') e non dall'Enterbrain. Rispetto alla precedente non presenta molte modifiche ma ad ogni modo rende il tool più versatile: numero massimo di variabili e switch aumentato; parametri massimi dell'eroe aumentati; possibilità di programmare il tasto shift; possibilità di riprodurre file Mp3; caratteri del programma più grandi e, quindi, più leggibili.
RPG Maker 2000 Value!: è la versione aggiornata dell'originale RPG Maker 2000. Questa versione è ufficiale ed è stata migliorata dalla Enterbrain (in origine RPG Maker 2000 è stato sviluppato dalla ASCII). Contiene molte caratteristiche in più come l'abolizione della dll Harmony, la lettura degli mp3 e tutti i parametri aumentati comprese le pictures (fino a 50 su schermo). L'ultima versione ufficiale è la 1.5.1.
RPG Maker 2003: aggiunge poche innovazioni a livello grafico rispetto al predecessore e nuove funzioni utili riguardo alla programmazione.
Presenta una nuova gestione delle variabili all'interno degli eventi. Se con RPG Maker 2000 si poteva scegliere di avviare un determinato evento dalle "condizioni per iniziare" solo se la variabile era maggiore di un numero X, ora è possibile scegliere anche valori come "minore", "uguale" ed altri.
Oltre ai classici tasti "Invio", "Shift" ed "Esc" sono stati aggiunti i tasti numerici e simboli.
Il Battle System di base è simile a quello di Final Fantasy VI, con la barra dell'Active Time Battle (ATB), molte animazioni inseribili con facilità ed una personalizzazione molto maggiore delle opzioni disponibili durante il turno.
Anche il menù di gioco può essere parzialmente personalizzato senza doverlo riprogrammare con gli eventi. Inoltre, è possibile modificare anche i videogiochi realizzati con RPG Maker 2000. L'ultima versione ufficiale è la 1.09a (1.0.9.1).
RPG Maker 2000 Value!/RPG Maker 2003 (versioni White Dragon): sono delle patches e non sono ufficiali. Avendo come base le loro ultime versioni, rispettivamente 1.5.1 e 1.0.9.1, il programmatore 'White Dragon' ha aumentato tutti i parametri come le pictures (fino a 999 su schermo), inserendo la possibilità di visualizzare gli HP fino a 9999 e gli MP fino a 999 regolarmente visualizzabili sul menu in-game (HP/MP Apeiron). Rotazione delle pictures sinistra/destra, labels aumentate ulteriormente, migliorata la funzione 'inserisci nome dell'eroe' (eliminando alcuni bugs dovuti all'hack) e altre novità.
RPG Maker 3D: sviluppato solo in lingua giapponese. In realtà il nome non rispecchia il tool: l'effetto 3D è dato da sei immagini rappresentanti l'oggetto ruotate di 30° ciascuna rispetto alla precedente, cosa fattibile anche con tutti gli altri tools RPG maker.
RPG Maker XP: RPG Maker XP ha rappresentato un enorme balzo in avanti nella storia del tool. Tecnicamente più potente dei suoi predecessori, le migliorie che ha apportato hanno allargato le possibilità dei programmatori. La possibilità di personalizzazione del gioco è aumentata, merito soprattutto della possibilità di modificare e creare script in RGSS che gestiscono quasi tutti gli aspetti del gioco, e, in termini più tecnici, classi e metodi. A livello grafico, oltre alla possibilità di disegnare su tre diversi livelli, si sono raggiunti obiettivi come la risoluzione in 640x480, 16 milioni di colori, tilesets in 32x32 e supporto di nuovi formati immagine come i JPG. Il Battle System di base (Battle System frontale) riprende quello di RPG Maker 2000, ma grazie all'RGSS è facilmente personalizzabile.
RPG Maker VX: uscito il 29 febbraio 2008, è il successore diretto di RPG Maker XP. La parte inerente alla grafica propone uno stile simile alla serie Pokémon GameBoy per la console Nintendo Game Boy Advance, geometrica e dai colori vivaci, ma abbandona la possibilità di disegnare nell'editor di grafica su tre livelli impiegandone uno solo. Il tool, uscito inizialmente in Giappone il 27 dicembre del 2007, è stato successivamente distribuito in versione ufficiale in lingua inglese. Tra le novità in questa versione vi sono funzioni semplificate come la creazione automatica di porte e scrigni.
In questa versione si possono inserire script in RGSS2 (una nuova versione del linguaggio di programmazione RGSS, semplificato e reso più ordinato), con il quale però gli script di RPG Maker XP non sono generalmente compatibili.
RPG Maker VX Ace: uscito il 15 dicembre 2011, rappresenta una "versione migliorata" di RPG Maker VX, aggiungendo diverse caratteristiche che molti fan della serie hanno lamentato mancare nella versione VX, in particolare la reintroduzione dei livelli nell'editor di grafica (che era implementata in RPG Maker XP, ma era stata accantonata per RPG Maker VX). Compaiono tra le altre cose un generatore di personaggi integrato e la possibilità di organizzare le battaglie in maniera migliore per calibrare la difficoltà. Gli script si possono inserire in RGSS3, versione migliorata del RGSS2.
RPG Maker MV: uscito il 23 ottobre 2015, presentando delle estensioni molto notevoli a differenza dell'Ace. Supporta una risoluzione più grande, con aggiornamenti grafici e tecnici molto spinti. Inoltre, il seguente tool può sviluppare, a differenza dei predecessori, giochi non solo su Windows, ma anche per Mac OX, Android, Ios e in HTML 5. La lingua scripting RGSS viene sostituita dal JavaScript.

### Storia
Il primo tool ad avere avuto larga diffusione, anche in Italia, è stato RPG Maker 2000, distribuito da ASCII e Enterbrain in Giappone nel lontano 1999. Il software è stato tradotto e distribuito in lingua inglese da un programmatore russo, Don Miguel, il quale aveva partecipato alla traduzione illegale di RPG Maker 95. Nel 2002, Enterbrain denunciò Don Miguel (la traduzione del software era vietata perché viola la licenza EULA). Il programmatore fu costretto a cancellare il link al software e a imporre agli utenti della comunità di non usare più quella traduzione.
Il pubblico, però, vista la mancanza di una traduzione ufficiale in inglese, continuò ad usare la versione modificata da Don Miguel. Versioni piratate e tradotte illegalmente di RPG Maker 2003 e XP furono ampiamente distribuite, finché Enterbrain, il 16 settembre 2005, mise a disposizione una traduzione ufficiale in lingua anglosassone.
Poco prima del 2000 su alcuni siti amatoriali compare anche una versione tradotta in italiano ad opera di Matteo Sciutteri, conosciuto nell'ambiente come "Master" e fondatore di Rpgmaker.it e Vgmaker.com, con la collaborazione di Christian Crocenzi, alias "Vegeta84". Il programma fu ricompilato con aggiunta di un supporto per un formato audio che all'epoca iniziava ad imperversare in rete, l'MP3. Il sito Dungeons e in seguito Rpgmaker.it supportò questo ed altri progetti.

## RPG Maker per console
Enterbrain produsse quattro versioni di RPG Maker per le console, uno per la PlayStation: RPG Maker 1, gli altri due per PlayStation 2 : RPG Maker 2 e RPG Maker 3; ed una per Nintendo 3DS : RPG Maker Fes.
La prima versione del tool fu distribuita per PlayStation il 17 novembre 1997 in Giappone. Si tratta di RPG Maker 1, detto in Giappone RPG Tsukūru 3. Per distribuire i lavori fatti con questo tool si doveva usare una Dex Drive. In questo modo si spostava il gioco dalla memory card al computer. Inoltre, per giocare con quei lavori bisognava possedere una copia del tool, molto rara da trovare. RPG Maker 2 uscì in Giappone con il nome di RPG Tsukūru 5 l'8 agosto 2002 per la console PlayStation 2. Questa versione (come anche la 1 e la 3) soffriva di un sistema di distribuzione molto complicato. L'ultima versione distribuita da Enterbrain per PlayStation è RPG Maker 3, uscito in Giappone nel 2004.
RPG Maker Fes per console Nintendo 3DS è uscito in Europa il 23 giugno. Di maggior facilità rispetto agli altri editor, dispone inoltre di un app gratuita RPG Maker Player, con cui condividere gratuitamente le proprie creazioni a tutti i possessori della console 3DS.

## Timeline
| Titolo                                   | Sistema                     | Uscita         | Uscita     | Sviluppatore | Editore                 |
| Titolo                                   | Sistema                     | Luogo          | Data       | Sviluppatore | Editore                 |
| ---------------------------------------- | --------------------------- | -------------- | ---------- | ------------ | ----------------------- |
| Mamirin                                  | PC-8801                     | Giappone       | 1988       |              | ASCII                   |
| Dungeon Manjirou                         | MSX 2                       | Giappone       | 1988       |              | ASCII                   |
| RPG Construction Tool: Dante             | MSX 2                       | Giappone       | 08/02/1988 |              | ASCII                   |
| RPG Tsukūru 2                            | Super Nintendo              | Giappone       | 31/01/1996 |              | ASCII                   |
| Simulation RPG Tsukūru                   | Microsoft Windows           | Giappone       | 29/05/1998 |              | ASCII                   |
| RPG Tsukūru 3                            | PlayStation                 | Giappone       | 27/11/1997 |              | ASCII                   |
| PlayStation the Best: RPG Tsukūru 3      | PlayStation                 | Giappone       | 19/11/1998 |              | ASCII                   |
| RPG Maker                                | PlayStation                 | USA            | 18/09/2000 |              | Agetec                  |
| RPG Tsukūru GB                           | Game Boy Color              | Giappone       | 17/03/2000 |              | ASCII                   |
| RPG Tsukūru 2000                         | Microsoft Windows           | Giappone       | 05/04/1999 |              | ASCII                   |
| RPG Tsukūru 4                            | PlayStation                 | Giappone       | 07/12/2000 |              | Enterbrain              |
| Uchujin Tanaka Tarou De RPG Tsukūru GB 2 | Game Boy Color              | Giappone       | 20/07/2001 |              | Enterbrain              |
| RPG Tsukūru 5                            | PlayStation 2               | Giappone       | 08/08/2002 |              | Enterbrain              |
| RPG Maker 2                              | PlayStation 2               | USA            | 28/10/2003 |              | Agetec                  |
| RPG Tsukūru 2003                         | Microsoft Windows           | Giappone       | 18/12/2002 |              | Enterbrain              |
| RPG Tsukūru α                            | Microsoft Windows/Cellphone | Giappone       | 18/12/2002 |              | Enterbrain              |
| RPG Tsukūru Advance                      | Game Boy Advance            | Giappone       | 25/04/2003 |              | Enterbrain              |
| RPG Tsukūru XP                           | Microsoft Windows           | Giappone       | 22/07/2004 |              | Enterbrain              |
| RPG Maker XP                             | Microsoft Windows           | Tutto il mondo | 16/09/2005 |              | Enterbrain              |
| RPG Tsukūru                              | PlayStation 2               | Giappone       | 16/12/2004 |              | Enterbrain              |
| RPG Maker 3                              | PlayStation 2               | USA            | 21/09/2005 |              | AGETEC                  |
| RPG Maker VX                             | Microsoft Windows           | Giappone       | 2008       |              | Enterbrain              |
| RPG Tsukūru DS                           | Nintendo DS                 | Giappone       | 11/03/2010 |              | Enterbrain[senza fonte] |
| RPG Maker VX Ace                         | Windows                     | Tutto il mondo | 15/12/2011 |              | Enterbrain              |
| RPG Maker MV                             | Windows macOs Linux         | Tutto il mondo | 23/10/2015 |              | Enterbrain              |
| RPG Maker MZ                             | Windows macOs Linux         | Tutto il mondo | 20/08/2020 |              | Enterbrain              |

## Giochi sviluppati utilizzando RPG Maker
- Ao Oni
- Cloé's Requiem
- Corpse Party
- Eternal Eden
- Ib
- OFF
- Omori
- OneShot
- Pokémon Uranium
- The Witch's House
- To the Moon
- Yume nikki
- Fear & Hunger